# Montivipera albicornuta
Montivipera albicornuta (лат.) — вид ядовитых змей рода Настоящих гадюк семейства Гадюковых. Подвиды не выделяют.

## Описание
Достигает 66 см длины. Голова вытянутая, относительно небольшого размера, чётко отделённая от шеи. Надглазничные щитки отделены от глаз рядом мелких чешуек. Носовое отверстие прорезано в центральной части носового щитка. Глазное яблоко отделено от верхнегубных щитков рядом чешуек. Носовой выступ больше по ширине, чем по высоте. Общее количество чешуек на голове 39—40.
Спина окрашена в серо-коричневый цвет с тёмным зигзагообразным рисунком вдоль хребта, состоящим из 44—52 извилин и заканчивающимся чёрным хвостом. Брюхо тёмное со светлыми пятнышками. На голове густые чёрные каёмочки тянутся от задней части глазного яблока к уголкам пасти. Надглазничные щитки заметно бледнее. По бокам тело покрыто рядом тёмных пятен. Задняя часть головы имеет чёткие чёрные каплевидные пятна. Гортань бледная с тёмными крапинками.

## Распространение
Обитает в провинциях Остан и Зенджан и в окружающих горах на северо-западе Ирана, между городами Табриз и Тегеран.